# Helianthemum subviscosum
Helianthemum subviscosum är en solvändeväxtart som beskrevs av Faure och Maire. Helianthemum subviscosum ingår i släktet solvändor, och familjen solvändeväxter. Inga underarter finns listade i Catalogue of Life.